# 가면라이더

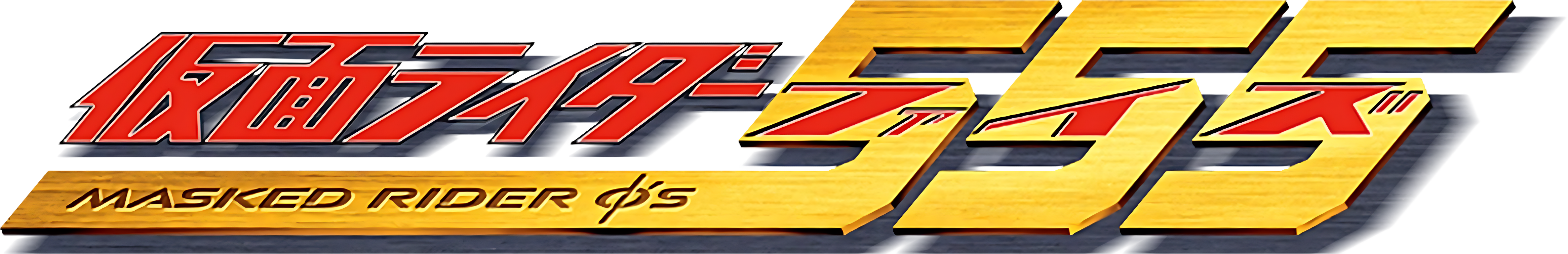
가면라이더 로고

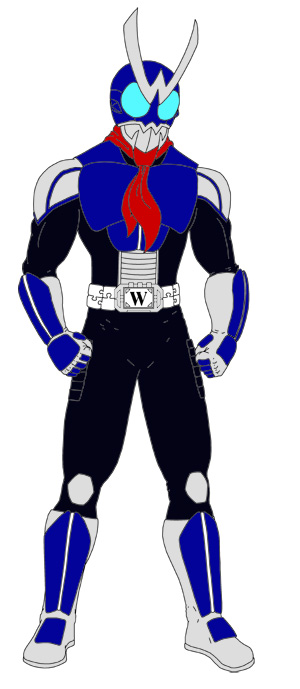

가면라이더(일본어: 仮面ライダー 가멘라이다[*])는 이시노모리 쇼타로 원작, 및 일본 토에이 영화사가 제작하고 있는 특수촬영 TV 드라마를 시작으로 한 미디어 믹스이다. 원작자 자신을 시작으로 하는 많은 작가에 의해서 영화, 만화, 소설, 무대 등 다양한 분야에서 전개되고 있다.

## 작품 목록

### TV 시리즈 (TV 스페셜 포함)
마이니치 방송 (쇼와 가면라이더)
- 제1작 가면라이더 (1971년 1월 3일 ~ 1972년 12월 31일, 전 98화)
- 제2작 가면라이더 V3 (1973년 1월 7일 ~ 1973년 12월 30일, 전 52화)
- 제3작 가면라이더 X (1974년 1월 6일 ~ 1974년 10월 6일, 전 35화)
- 제4작 가면라이더 아마존 (1974년 10월 13일 ~ 1975년 3월 30일, 전 24화)
- 제5작 가면라이더 스트롱거 (1975년 4월 5일 ~ 1975년 12월 27일, 전 39화)
- 제6작 가면라이더 (스카이라이더) (1979년 10월 5일 ~ 1980년 10월 10일, 전 54화)
  - 불멸의 가면라이더 스페셜 (1979년 9월 8일 방송. 가면라이더 (스카이라이더) 방영전 특별프로그램.)
- 제7작 가면라이더 슈퍼1 (1980년 10월 17일 ~ 1981년 10월 3일,전 48화)
- 제8작 10호 탄생! 가면라이더 전원 집합!! (1980년 1월 3일 방송. 잡지에서 연재되던 가면라이더 ZX를 영상화.)
- 제9작 가면라이더 BLACK (1987년 10월 4일 ~ 1988년 10월 9일, 전 51화)
  - 이것이 가면라이더 BLACK이다!! (1987년 9월 27일 방송. 가면라이더 BLACK 방영전 특별프로그램.)
- 제10작 가면라이더 BLACK RX (1988년 10월 23일 ~ 1989년 9월 24일, 전 47화)
  - 가면라이더 1호 ∼ RX대집합 (1988년 10월 16일 방송. 가면라이더 BLACK RX 방영전 특별프로그램.)

TV 아사히 (헤이세이 가면라이더)
- 제1작 가면라이더 쿠우가 (2000년 1월 2일 ~ 2001년 1월 21일, 전 49화)
  - 가면라이더 쿠우가 신춘 스페셜 (2001년 1월 2일 방송.)
- 제2작 가면라이더 아기토 (2001년 1월 28일 ~ 2002년 1월 20일, 전 51화)
  - 가면라이더 아기토 스페셜 새로운 변신 (2001년 10월 1일 방송.)
- 제3작 가면라이더 류우키 (2002년 1월 27일 ~ 2003년 1월 19일, 전 50화) (한국방영: 2005년 1월 (타이틀: 가면라이더 드래건))
  - 가면라이더 류우키 스페셜 13 RIDERS (2002년 9월 19일 방송.)
- 제4작 가면라이더 파이즈 (2003년 1월 26일 ~ 2004년 1월 18일, 전 50화) (한국방영: 2006년 3월)
- 제5작 가면라이더 블레이드 (2004년 1월 25일 ~ 2005년 1월 23일, 전 49화) (한국방영: 2007년 1월)
  - 극장판 가면라이더 블레이드 MISSING ACE : NEW GENERATION (2004년 8월 8일 - 2004년 9월 5일 방송. 가면라이더 블레이드 극장판 선전용 프로그램.)
- 제6작 가면라이더 히비키 (2005년 1월 30일 ~ 2006년 1월 22일, 전 48화)
- 제7작 가면라이더 가부토 (2006년 1월 29일 ~ 2007년 1월 21일, 전 49화) (한국방영: 2008년 1월)
- 제8작 가면라이더 덴오 (2007년 1월 28일 ~ 2008년 1월 20일, 전 49화) (한국방영: 2009년 1월)
- 제9작 가면라이더 키바 (2008년 1월 27일 ~ 2009년 1월 18일, 전 48화) (한국방영: 2010년 1월)
  - 모모타로스의 새빨간 성의 왕 (2008년 7월 20일 ~ 2008년 8월 3일 방송. 영화 선전용 프로그램.)
- 제10작 가면라이더 디케이드 (2009년 1월 25일 ~ 2009년 7월 26일, 전 31화) (한국방영: 2011년 1월)
- 가면라이더 G (2009년 1월 31일, 50주년 특별프로그램.)
- 제11작 가면라이더 W (2009년 8월 2일 ~ 2010년 8월 29일, 전 49화) (한국방영: 2012년 1월)
- 제12작 가면라이더 오즈 (2010년 9월 5일 ~ 2011년 8월 28일, 전 48화) (한국방영: 2013년 1월)
- 제13작 가면라이더 포제 (2011년 9월 4일 ~ 2012년 8월 26일, 전 48화) (한국방영: 2014년 1월)
- 제14작 가면라이더 위저드 (2012년 9월 2일 ~ 2013년 8월 18일, 전 53화) (한국방영: 2015년 1월)
- 제15작 가면라이더 가이무 (2013년 9월 1일 ~ 2014년 9월 28일, 전 47화)
- 제16작 가면라이더 드라이브 (2014년 10월 5일 ~ 2015년 9월 27일, 전 48화) (한국방영: 2016년 1월)
- 제17작 가면라이더 고스트 (2015년 10월 4일 ~ 2016년 9월 25일, 전 50화) (한국방영: 2017년 1월)
- 제18작 가면라이더 에그제이드 (2016년 10월 2일 ~ 2017년 8월 27일, 전 45화) (한국방영: 2018년 1월 (타이틀: 가면라이더 이그제이드))
- 제19작 가면라이더 빌드 (2017년 9월 3일 ~ 2018년 8월 26일, 전 49화) (한국방영: 2019년 1월)
- 제20작 가면라이더 지오 (2018년 9월 2일 ~ 2019년 8월 25일, 전 49화) (한국방영: 2020년 3월)

TV 아사히 (레이와 가면라이더)
- 제1작 가면라이더 제로원 (2019년 9월 1일 ~ 2020년 8월 30일, 전 45화) (한국방영: 2021년 1월)
- 제2작 가면라이더 세이버 (2020년 9월 6일 ~ 2021년 8월 29일, 전 47화) (한국방영: 2022년 1월)
- 제3작 가면라이더 리바이스 (2021년 9월 5일 ~ 2022년 8월 28일, 전 50화) (한국방영: 2023년 1월)
- 제4작 가면라이더 기츠 (2022년 9월 4일 ~ 2023년 8월 27일, 전 49화) (한국방영: 2023년 9월)
- 제5작 가면라이더 갓챠드 (2023년 9월 3일 ~ 2024년 8월 25일, 전 50화) (한국방영: 2024년 9월)
- 제6작 가면라이더 가브 (2024년 9월 1일 ~ 2025년 8월 31일, 전 50화)
- 제7작 가면라이더 젯츠 (2025년 9월 7일 ~ 방영예정) (한국방영: 2025년 9월 예정)

## 영화

### 쇼와가면라이더 영화작품
「가면라이더」부터 「가면라이더 BLACK」까지는, 토에이 만화축제의 일부로서 영화화되었다. ☆표시는 TV시리즈를 재편집한 것.
- 가면라이더
  - ☆ 고고 가면라이더 (1971년 7월 18일 공개.「가면라이더(1971년)」 제13화 재편집판.)
  - 가면라이더 대 쇼커 (1972년 3월 18일 공개.)
  - 가면라이더 대 지옥대사 (1972년 7월 16일 공개.)
- ☆ 가면라이더 V3 (1973년 3월 17일 공개.「가면라이더 V3」 제2화 재편집판.)
  - 가면라이더 V3 대 데스트론 괴인 (1973년 7월 18일 공개.)
- ☆ 가면라이더 X (1974년 3월 16일 공개.「가면라이더 X」 제3화 재편집판.)
  - 5인 라이더 대 킹 다크 (1974년 7월 25일 공개.)
- ☆ 가면라이더 아마존 (1975년 3월 21일 공개.「가면라이더 아마존」 제16화 재편집판.)
- ☆ 가면라이더 스트롱거 (1975년 7월 26일 공개.「가면라이더 스트롱거」 제7화 재편집판.)
- 가면라이더 (스카이라이더)
  - 가면라이더 8인 라이더 VS 은하왕 (1980년 3월 15일 공개.)
- 가면라이더 슈퍼1 (1981년 3월 14일 공개.)
- 가면라이더 BLACK
  - 가면라이더 BLACK 도깨비섬으로 급행하라 (1988년 3월 12일 공개.)
  - 가면라이더 BLACK 공포! 악마고개의 괴인관 (1988년 7월 9일 공개.)

### 헤이세이가면라이더 영화작품
- 가면라이더 아기토
  - 극장판 가면라이더 아기토: 프로젝트 G4 (2001년 9월 22일 공개.) (한국방영: 2007년)
- 가면라이더 류우키
  - 극장판 가면라이더 류우키: EPISODE FINAL (2002년 8월 17일 공개.) (한국방영: 2007년)
- 가면라이더 555
  - 극장판 가면라이더 555: PARADISE LOST (2003년 8월 16일 공개.)
- 가면라이더 블레이드
  - 극장판 가면라이더 블레이드: MISSING ACE (2004년 9월 11일 공개.)
- 가면라이더 히비키
  - 극장판 가면라이더 히비키와 7명의 전귀 (2005년 9월 3일 공개.)
- 가면라이더 가부토
  - 극장판 가면라이더 가부토: GOD SPEED LOVE (2006년 8월 5일 공개.)
- 가면라이더 덴오
  - 극장판 가면라이더 덴오: 이 몸, 탄생! (2007년 8월 4일 공개.)
    - 모모타로스의 여름방학 (동시상영 단편영화)

  - 극장판 가면라이더 덴오 & 키바: 클라이맥스 형사 (2008년 4월 12일 공개.)
    - 모모타로스의 힘차게 가보자! (동시상영 단편영화)

  - 가면라이더 키바 & 덴오: 덴라이너 우주로! (2008년 5월 17일 공개, 플라네타륨 상영 영화)
  - 극장판 가면라이더 키바: 마계성의 왕 (2008년 8월 9일 공개.)
    - 모모타로스의 새빨간 성의 왕 (동시상영 단편영화)

  - 사라바 가면라이더 덴오: 파이널 카운트 다운 (2008년 10월 4일 공개.)
    - 이매진 아니메 모모타로스여 영원히 - 이매진 종착역/극장판 (동시상영 단편영화)

  - 봄의 장 초 가면라이더 덴오 & 디케이드 네오 제너레이션: 도깨비 섬의 전함 (2009년 5월 1일 공개.)
  - 가면라이더 × 가면라이더 × 가면라이더 더 무비: 초 덴오 트릴로지 (2010년 5월 22일, 6월 5일, 6월 19일 각 3편당 공개.)
  - 오즈, 덴오, 올라이더: 렛츠 고 가면라이더 (2011년 4월 2일 공개)
- 가면라이더 키바
  - 극장판 가면라이더 덴오 & 키바: 클라이맥스 형사 (2008년 4월 12일 공개.)
    - 모모타로스의 힘차게 가보자! (동시상영 단편영화)

  - 가면라이더 키바 & 덴오: 덴라이너 우주로! (2008년 5월 17일 공개, 플라네타륨 상영 영화)
  - 극장판 가면라이더 키바: 마계성의 왕 (2008년 8월 9일 공개.)
    - 모모타로스의 새빨간 성의 왕 (동시상영 단편영화)
- 가면라이더 디케이드
  - 헤이세이 가면라이더 10주년
  - 봄의 장 초 가면라이더 덴오 & 디케이드 네오 제너레이션: 도깨비 섬의 전함 (2009년 5월 1일 공개.)
  - 여름의 진 극장판 가면라이더 디케이드: 올라이더 대 대쇼커 (2009년 8월 8일 공개.)
  - 겨울의 진 가면라이더 × 가면라이더 W & 디케이드: MOVIE 대전 2010 (2009년 12월 12일 공개.)
- 가면라이더 W
  - 겨울의 진 가면라이더 × 가면라이더 W & 디케이드: MOVIE 대전 2010 (2009년 12월 12일 공개.)
  - 가면라이더 더블 FOREVER: A to Z/운명의 가이아 메모리 (2010년 8월 7일 공개.)
  - 가면라이더 × 가면라이더 오즈 & 더블 feat.스컬: MOVIE 대전 CORE (2010년 12월 18일 공개.)
- 가면라이더 OOO
  - 가면라이더 × 가면라이더 오즈 & 더블 feat.스컬: MOVIE 대전 CORE (2010년 12월 18일 공개.)
  - 오즈, 덴오, 올라이더: 렛츠 고 가면라이더 (2011년 4월 2일 공개)
  - 가면라이더 오즈 WONDERFUL: 장군과 21개의 코어메달 (2011년 8월 6일 공개.)
  - 가면라이더x가면라이더 포제 & 오즈: MOVIE 대전 MEGA MAX (2011년 12월 10일 공개.)
- 가면라이더 포제
  - 가면라이더x가면라이더 포제 & 오즈: MOVIE 대전 MEGA MAX (2011년 12월 10일 공개.)
  - 가면라이더x슈퍼 전대 슈퍼히어로 대전 (2012년 4월 21일 공개.)
  - 가면라이더 포제 THE MOVIE: 다함께 우주 키-탓! (2012년 8월 4일 공개.)
  - 가면라이더x가면라이더 위자드 & 포제: MOVIE 대전 얼티메이텀 (2012년 12월 8일 공개.)
- 가면라이더 위자드
  - 가면라이더x가면라이더 위자드 & 포제: MOVIE 대전 얼티메이텀 (2012년 12월 8일 공개.)
  - 가면라이더X슈퍼 전대x우주형사 슈퍼히어로 대전Z (2013년 4월 27일 공개.)
  - 가면라이더 위자드: IN MAGIC LAND (2013년 8월 3일 공개.)
  - 가면라이더x가면라이더 가이무 & 위자드: 승패를 판가름하는 전국 MOVIE 대합전 (2013년 12월 14일 공개.)
- 가면라이더 가이무
  - 가면라이더x가면라이더 가이무 & 위자드: 승패를 판가름하는 전국 MOVIE 대합전 (2013년 12월 14일 공개.)
  - 헤이세이 라이더x쇼와 라이더: 가면라이더 대전 feat.슈퍼전대 (2014년 3월 29일 공개.)
  - 가면라이더 가이무: 축구 대결전! 황금의 열매 쟁탈배! (2014년 7월 19일 공개.)
  - 가면라이더x가면라이더 드라이브 & 가이무 : Movie 대전 풀 스로틀 (2014년 12월 15일 공개.)
- 가면라이더 드라이브
  - 가면라이더x가면라이더 드라이브 & 가이무 : Movie 대전 풀 스로틀 (2014년 12월 15일 공개.)
  - 가면라이더 드라이브 : SURPRISE FUTURE (2015년 8월 8일 공개.)
  - 가면라이더x가면라이더 고스트 & 드라이브 : 超Movie 대전 제네시스 (2015년 12월 12일 공개.)
- 가면라이더 고스트
  - 가면라이더x가면라이더 고스트 & 드라이브 : 超Movie 대전 제네시스 (2015년 12월 12일 공개.)
  - 가면라이더 1호 (2016년 3월 26일 공개.)
  - 가면라이더 고스트 : 100의 영혼과 고스트 운명의 순간 (2016년 8월 6일 공개.)
  - 가면라이더 헤이세이 제네레이션즈 팩맨 대 에그제이드 & 고스트 with 레전드 라이더 (2016년 12월 10일 공개.)
- 가면라이더 이그제이드
  - 가면라이더 헤이세이 제네레이션즈 팩맨 대 에그제이드 & 고스트 with 레전드 라이더 (2016년 12월 10일 공개.)
  - 가면라이더x슈퍼 전대: 초 히어로 대전 (2017년 3월 25일 공개.)
  - 가면라이더 에그제이드: 트루엔딩 (2017년 8월 5일 공개.)
  - 가면라이더 헤이세이 제너레이션즈 파이널 빌드&에그제이드 with 레전드 라이더 (2017년 12월 9일 공개.)
- 가면라이더 빌드
  - 가면라이더 헤이세이 제너레이션즈 파이널 빌드&에그제이드 with 레전드 라이더 (2017년 12월 9일 공개.)
  - 가면라이더 빌드 : Be the one (2018년 8월 4일 공개.)
  - 가면라이더 헤이세이 제네레이션 포에버 (2018년 12월 22일 공개.)
- 가면라이더 지오
  - 가면라이더 헤이세이 제네레이션 포에버 (2018년 12월 22일 공개.)
  - 가면라이더 지오 :over,Quartzer (2019년 7월 26일 공개.)
  - 가면라이더 레이와 더 퍼스트 제네레이션 (2019년 12월 21일 공개.)

### 레이와가면라이더 영화작품
- 가면라이더 제로원
  - 가면라이더 레이와 더 퍼스트 제네레이션 (2019년 12월 21일 공개.)
  - 극장판 가면라이더 제로원 REAL × TIME (2020년 12월 18일 공개.)
- 가면라이더 세이버
  - 극장단편 가면라이더 세이버 불사조의 검사와 파멸의 책 (2020년 12월 18일 공개.)
- 가면라이더 리바이스
  - 가면라이더 비욘드 제네레이션즈
- 가면라이더 기츠
  - 가면라이더 슈퍼전대 울트라맨 우주형사 초초 슈퍼 히어로 대전
  - 가면라이더 기츠 극장판 4명의 검은 여우
- 가면라이더 갓챠드
  - 가면라이더 갓챠드 X 가면라이더 기츠
- 가면라이더 가브
  - 가면라이더 가브 X 가면라이더 갓챠드

### 그 외 기타
- 3D 영화
  - 가면라이더 세계에 가다 (1989년 4월 29일 공개. 유우바리 석탄자료관에서만 공개.)
  - 가면라이더 월드 (1994년 8월 6일 공개. 유원지나 이벤트 회장 등에서만 공개.)
- 토에이 슈퍼히어로 페어
  - 가면라이더 ZO (1991년 4월 17일 공개.)
  - 가면라이더 J (1992년 4월 16일 공개.)
- V시네마 작품
  - 진 가면라이더 서장(프롤로그) (1990년 2월 20일 VHS 판매·렌탈 개시)
  - 울트라맨 VS 가면라이더 (1993년 7월 21일 VHS 판매·렌탈 개시)
  - 가면라이더 W RETURNS : 가면라이더 액셀 (2011년 4월 8일 DVD 렌탈 개시. 4월 21일 BD·DVD 판매 개시.)
  - 가면라이더 W RETURNS : 가면라이더 이터널 (2011년 7월 8일 DVD 렌탈 개시. 7월 21일 BD·DVD 판매 개시.)
- 가면라이더 THE FIRST (2005년 11월 5일 공개.)
- 가면라이더 THE NEXT (2007년 10월 27일 공개.)
- 가면라이더 아마존즈
- 가면라이더 바론 잔게츠 너클
- 가면라이더 마하 체이서 하트
- rebirth 가면라이더 스펙터
- 앨런 영웅장
- 가면라이더 브레이브
- V시네마 가면라이더 크로즈
- V시네마 가면라이더 그리스
- V시네마 가면라이더 게이츠

## 오리지널 비디오
테레비쿤 특전 오리지널 비디오
소학관에서 간행되는 아동잡지 「테레비쿤」에 의한 응모자 전원 선물 비디오.「가면라이더 블레이드」이후부턴 DVD로 발매하고 있다.
- 가면라이더 쿠우가 초비밀비디오 가면라이더 쿠우가 VS 강력괴인 고 지이노 다
- 가면라이더 아기토 3대라이더 초결전비디오 아기토vsG3vs길스
- 가면라이더 류우키 하이퍼배틀비디오 류우키vs가면라이더 아기토
- 가면라이더 555 하이퍼배틀비디오
- 가면라이더 블레이드 초배틀비디오/DVD 블레이드VS블레이드
- 가면라이더 히비키 초배틀 DVD 아스무 변신! 너도 오니가 될 수 있다!!
- 가면라이더 카부토 초배틀 DVD 탄생! 가탁크 하이퍼폼!!
- 가면라이더 덴오 초배틀 DVD 노래하고 춤추는 대특훈!!
- 가면라이더 키바 어드벤처배틀 DVD ~너도 키바가 된다∼
- 가면라이더 디케이드 초어드벤쳐DVD 지켜라! 테레비쿤의 세계
- 가면라이더 W 하이퍼배틀 DVD 돈부리의 α/안녕히 사랑스러운 레시피여
- 테레비군 하이퍼배틀 DVD 가면라이더 드라이브 secert mission 1 type 하이스피드
- [[테레비군 하이퍼배틀 DVD [비기] 가면라이더 패러독스]]
- 테레비군 하이퍼배틀 DVD 탄생! 쿠마테레비 VS 가면라이더 그리스
- 테레비군 하이퍼배틀 DVD 가면라이더 비비비의 겁쟁이 게이츠
- 테레비군 하이퍼배틀 DVD 가면라이더 제로원 캥거루 안에서는 뭐가 나올까? 그건 자신이 직접 생각하거루! 넵! 아루토가 아니면!

## 넷 무비
- 넷판 가면라이더 키바 마계성의 여왕 (2008년 7월 11일 ~ 2008년 8월 15일, 전5화)
- 넷판 가면라이더 디케이드 올라이더 초스핀오프 (2009년 7월 17일 ~ 2009년 9월 4일, 전30화)
- 가면라이더 디케이드 올라이더 대 사신박사 (2009년, 세븐일레븐 캠페인 한정무비)
- 가면라이더 W FOREVER - AtoZ의 폭소 26연발 (2010년 7월 16일 ~ 8월 20일, 전 26화)

## 해외판 리메이크 작품
- 섬전기사 대전지옥군단
- 섬전기사 V3
- 섬전5기사
- 하누만과 5명의 가면라이더
- MASKED RIDER - 가면라이더 BLACK RX의 리메이크작.
- Kamen Rider Dragon Knight - 가면라이더 류우키의 리메이크작.

## 소설
- 가면라이더 BLACK MAD 솔저 계획 - 西村光二
- 가면라이더 ZO 어둠의 소년 - 射口巌
- 가면라이더 J - 우에하라 쇼조
- 가면라이더 ZX 오리지널 스토리 - 히라야마 토오루
- 가면라이더 탄생1971/희망1972/유성1973 - 와사 마사키
- 가면라이더 EVE-MASKED RIDER GAIA- - 콘노 나오유키
- 가면라이더 파이즈 정전 이형의 꽃들 - 이노우에 토시키
- 555 - 사쿠라바 카즈키
- 황혼 - 아이카와 쇼 (가면라이더 블레이드 초전집에 게재됨)
- 가면라이더 히비키 내일로의 지침 - 이나모토 오사무
- HERO SAGA - 하야세 마사토

## 만화 작품
원작자(이시노모리 쇼타로) 자신에 의한 작품
TV시리즈 기획과의 연동으로 그려진 것으로, 원작으로 불리기도 하지만 엄밀하게는 원작은 아니다.
진정한 의미로의 원작은 만화작품 쪽이 아닌 TV시리즈용 기획 쪽이다.
- 가면라이더
- 가면라이더 아마존 - (작품의 마무리는 이시카와 모리히니가 맡음.)
- 가면라이더 (회지 콘티 만화)
- 그대는 가면라이더를 봤는가?
- 가면라이더 Black

다른 작가에 의한 작품
- 아오키 케이

- 가면라이더 SD 마이티 라이더즈

- 이시카와 모리히니

- 가면라이더 (즐거운 유치원)
- 가면라이더 V3(즐거운 유치원)
- 가면라이더 X (즐거운 유치원)
- 가면라이더 아마존 (즐거운 유치원)
- 가면라이더 스트통거 (텔레비전 매거진)
- 가면라이더 (모험왕)
- 가면라이더 슈퍼1
- 영광의 가면라이더 (모험왕)
- 가면라이더 BLACK
- 가면라이더(스카이라이더)

- 카토우 히로시

- 가면라이더 SD 질풍전설
- 가면라이더 아기토

- 코바야시 타츠요시

- 가면라이더 BLACK(테레비쿤판)
- 가면라이더 BLACK RX(테레비쿤판)

- 시마모토 카즈히코

- 가면라이더 Black PART X 이미테이션 7
- 가면라이더 ZO

- 스가야 미츠루

- 신 가면라이더
- 가면라이더 V3
- 가면라이더 X
- 가면라이더 아마존
- 가면라이더 스트통거
- 스카이라이더
- 가면라이더 슈퍼1

- 무라에다 켄이치

- 가면라이더 SPIRITS

- 우에야마 미치로

- 가면라이더 쿠우가(테레코로판)

- 사카이 타카유키

- 가면라이더 아기토(테레코로판)
- 가면라이더 아기토 Project G4
- 가면라이더 류우키(소학1학년판)
- 가면라이더 555(소학1학년판)
- 가면라이더 블레이드(테레비쿤/소학1학년판)
- 가면라이더 히비키(테레비쿤판)
- 가면라이더 덴오(소학1학년판)
- 가면라이더 배틀간바라이드 라이더배틀 로드

- MEIMU

- 가면라이더 류우키 13 RIDERS

- 栗橋伸祐

- 가면라이더 히비키와 7명의 전귀

- 에가와 타츠야

- 가면라이더 THE FIRST(특촬 에이스판)

- 후지 히데아키

- 가면라이더 덴오&키바 클라이맥스 형사

- 후지사와 나오유키

- 가면라이더 키바(텔레 만화 히로즈판)
- 가면라이더 키바 마계성의 왕
- 안녕 가면라이더 덴오 파이널 카운트다운
- 가면라이더 디케이드(텔레 만화 히로즈판)
- 초 가면라이더 덴오&디케이드 NEO제네레이션즈 도깨비섬의 전함
- 극장판 가면라이더 디케이드 올라이더 대 대쇼커
- 모모타로스 폭소 극장 리턴즈!!

- 코니시 노리유키

- 카드전사 가면라이더즈

- 이누키 에이지

- 가면라이더 배틀열전 간바라이드 뇌태

- 이츠키 에이지

- 간바라이드 배틀 라이드 마스터즈